# William Oudhuis
William Oudhuis, född 18 juli 1978 i Borås, är journalist och författare bosatt i Stockholm. Oudhuis har arbetat på SVT, med program som Filmkrönikan och Popcorn, och varit filmkritiker och reporter i bl.a. Stardust Magazine och Borås Tidning. Han romandebuterade 2006 med Hemtjänsten - en kärlekshistoria, men har även skrivit faktaböckerna Ernstologi (2006) och Den ultimata handboken för semesterfiraren (2007). 2009 medverkade Oudhuis i produktionen av Kanal 5:s TV-serie "Ullared". I slutet av 2011 släppte Oudhuis (tillsammans med Lotta Oudhuis) boken "Tjära statsministern - Barns brev till makten". I augusti 2019 släpptes Oudhuis roman Katabol.